# 天劫：救贖之戰
《天劫：救贖之戰》（英語：Beyond Skyline）是一部2017年美國科幻動作驚悚片，由連恩·歐唐納執導和編劇，並與史特勞斯兄弟、馬修·切斯共同擔任監製。本片為2010年電影《天際浩劫》的續集。主演包括法蘭克·葛里洛、寶珍娜·諾娃柯維克、凱藍·莫維、伊科·烏艾斯、亞洋·魯辛、貝蒂·蓋布瑞和安東尼奧·法爾加斯。《天劫：救贖之戰》2017年12月15日美國上映。該片獲得了褒貶不一的評價，普遍被認為比前集好上許多。第三部也是最後一部電影《末日終結戰》也是由歐唐納執導，史特勞斯兄弟監製，於2020年發行。

## 劇情
故事與前集的劇情同時進行。敘述當神秘的外星生物入侵地球後，全球都已陷入災難性的恐慌；一名頑固的警探馬克開始與他人合作，為了試圖救出被外星戰艦帶走的兒子泰倫特。

## 演員
- 法蘭克·葛里洛[2]飾 馬克：警探。
- 寶珍娜·諾娃柯維克 飾 奧黛莉
- 伊科·烏艾斯 飾 蘇亞：地下人類反抗組織的領導者。
- 凱藍·莫維 飾 哈柏
- 亞洋·魯辛（英语：Yayan Ruhian）[4]飾 酋長
- 貝蒂·蓋布瑞 飾 姍德拉·瓊斯
- 安東尼奧·法爾加斯（英语：Antonio Fargas） 飾 薩爾
- 齊騛（英语：Pamelyn Chee） 飾 卡尼亞
- 雅各·韋加斯（英语：Jacob Vargas） 飾 賈西亞
- 瓊尼·威斯頓[5]飾 泰倫特：馬克的兒子。
- 喬安娜·巴隆（英语：Joanne Baron） 飾 蕾吉娜
- 琳賽·摩根 飾 羅斯

## 製作
2014年11月，《綜藝》宣布，法蘭克·葛里洛將與伊科·烏艾斯、寶珍娜·諾娃柯維克、亞洋·魯辛共同主演2010年電影《天際浩劫》的續集《天劫：救贖之戰》，而前集的編劇連恩·歐唐納也再次為電影撰寫劇本，同時也會擔任導演。前集的導演史特勞斯兄弟和馬修·切斯在本片都會擔任監製。此外，烏艾斯和魯辛也會身兼本片的武打編排。
《天劫：救贖之戰》的製作和視覺效果皆由Hydraulx負責。

### 拍攝
主要攝影2014年12月開始在印度尼西亞的日惹和巴淡等地進行。

## 發行
本片和《天際浩劫》的PG-13級不同，而被美國電影協會（MPAA）評為R級。首支電影預告片於2017年8月16日在網上釋出。本片在美國於2017年12月15日以隨選視訊（VOD）和有限上映的方式發行。

## 外部連結
- 互联网电影数据库（IMDb）上《天劫：救贖之戰》的资料（英文）